# Dmitri Hvorostovski
Dmitri Hvorostovski (rus: Дмитрий Хворостовский)  (Krasnoiarsk, 16 d'octubre de 1962 - Londres, 22 de novembre de 2017), nom complet amb patronímic Dmitri Aleksàndrovitx Khvorostovski, rus: Дми́трий Алекса́ндрович Хворосто́вский, transcrit habitualment Hvorostovski, fou un baríton rus.

## Biografia
Son pare Aleksandr Hvorostovski era enginyer i la seva mare, Ludmila, metgessa. De nen fou afeccionat, a més de a la música, al dibuix, l'escultura i el futbol. Va obtenir el diploma de mestre de cor i entrà a l'Institut d'Arts de la seva ciuat on estudià cant amb la professora Yekaterina Yoffel. En un principi li definiren la veu com de tenor, però li va evolucionar fins a la corda de baríton.
Hvorostovski debutà en el rol de Monterone del Rigoletto a l'Òpera de Krasnoiarsk. El 1985 guanyà l'All-Russia Singers Competition i el 1986 també guanyà el Gran Premi de Glinka Singers Competition a Bakú, en competència amb Olga Borodina i Oleg Kulko. El 1988 guanyà el Primer Premi a Tolosa de Llenguadoc, i el 1989 el BBC Singer Competition amb Olga Borodina.
Dmitri debutà a Londres el 1989 amb un recital i a Nova York el 1990. A l'Europa de l'Oest debutà amb una gira operística a Niça, amb La Dama de piques (1989), i el debut italià el va fer a La Fenice de Venècia amb Eugene Onegin. Torna a Amèrica i el 1993 debuta a Chicago al Teatre de l'Òpera amb La traviata, al Metropolitan de Nova York hi debuta el 1995. Apareix al Covent Garden, amb I Pagliacci i a La Scala de Milà i el Liceu de Barcelona, i altra volta amb La Traviata a l'Òpera de l'Estat de Berlín. El 1992 és guardonat amb l'Orfeo d'Or pels enregistraments al segell Phillips. Aquell mateix any també va ser guardonat amb el Premi Estatal de la Federació Russa. El 1994 va interpretar Eugene Onegin a Montecarlo.
Hvorostovski no es va limitar només al gènere operístic, sinó que va completar el repertori amb obres de Txaikovski, Ravel, Purcell, Xostakóvitx, Borodín. Hvorostovski va dedicar una especial atenció a la interpretació i promoció del seu compatriota i compositor Gueorgui Svirídov. Va dur a terme recitals, entre molts altres llocs, al Queen Elizabeth Hall, al Palau de la Música Catalana, a l'Avery Fischer Hall, al Carnegie Hall, al Moscou Conservatoire Great Hall, al Txaikovski Concert Hall, al Roy Thomson Hall.
En els seus últims anys el seu repertori va constar enterament d'obres de Verdi com per exemple, Un ballo en maschera, La traviata i Simon Boccanegra. El 2009 va aparèixer a Il trovatore en una producciό de David McVicar a la Metropolitan Opera amb Sondra Radvanovsky.
El juny de 2015 Hvorostovski va anunciar que se li havia diagnosticat un tumor al cervell i va cancel·lar tots els seus concerts des de l'agost. Els representants familiars van dir que havia estat tractat a l'hospital de càncer de Londres, Reial Marsden. Malgrat la seva malaltia Hvorostovski va tornar a l'escena en la Metropolitan Opera el setembre com el Conte di Luna a Il trovatore per a una sèrie de tres actuacions al costat d'Anna Netrebko. Va rebre grans comentaris dels crítics per les seves actuacions.
Va morir el 22 de novembre de 2017 a Londres, a l'edat de 55 anys.